# Al-Nabk District
Al-Nabk District (arabiska: منطقة النبك) är ett distrikt i Syrien.   Det ligger i provinsen Rif Dimashq, i den sydvästra delen av landet, 70 kilometer nordost om huvudstaden Damaskus.
Trakten runt Al-Nabk District är ofruktbar med lite eller ingen växtlighet. Runt Al-Nabk District är det ganska tätbefolkat, med 75 invånare per kvadratkilometer.